# Garde Gardom

Garde Gardom

Garde Gardom, né le 17 juillet 1924 à Banff et mort le 18 juin 2013 à Vancouver, est un juriste et homme politique canadien. Il est lieutenant-gouverneur de la province de Colombie-Britannique de 1995 à 2001.
Il est ministre des Relations intergouvernementales de la Colombie-Britannique durant la conférence constitutionnelle de la dernière chance lorsqu'il annonce par téléphone à Jean Chrétien vers 23 heures le soir du 4 novembre 1981 qu'au moins sept provinces se sont mises d'accord sur sa proposition pour rapatrier la Constitution du Canada.